# Терманс
Терманс (Térmens) — село в Іспанії, у складі автономної спільноти Каталонія, провінція Леріда.